# Hebe pimeleoides
Hebe pimeleoides é uma espécie de planta do gênero Hebe.